# Zombor község
Zombor község (szerbül Општина Сомбор / Opština Sombor) közigazgatási egység Szerbiában, a Vajdaságban, a Nyugat-bácskai körzetben. Bácskában fekszik. Székhelye Zombor. A község lakossága 2011-ben 85 569 fő volt.

## Települések
| \| Magyarország Horvát- ország Szabadka község Topolya község Kúla község Apatin község Hódság ZOMBOR Regőce Haraszti Őrszállás Bácskörtés Babapuszta Béreg Gádor Küllőd Nemesmilitics Bezdán Csonoplya Monostorszeg Bácsgyulafalva Kerény Sztapár Doroszló \\| – ████ \| \| térkép szerkesztése \| |                    |                   |                 |
| Magyar név | Szerb név (cirill) | Szerb név (latin) | Népesség (2011) |
| Babapuszta | Алекса Шантић      | Aleksa Šantić     | 1778            |
| Bácsgyulafalva | Телечка            | Telečka           | 1697            |
| Bezdán | Бездан             | Bezdan            | 4569            |
| Béreg | Бачки Брег         | Bački Breg        | 1131            |
| Csonoplya | Чонопља            | Čonoplja          | 3393            |
| Doroszló | Дорослово          | Doroslovo         | 1485            |
| Gádor | Гаково             | Gakovo            | 1811            |
| Haraszti | Растина            | Rastina           | 410             |
| Kerény | Кљајићево          | Kljajićevo        | 5054            |
| Küllőd | Колут              | Kolut             | 1327            |
| Monostorszeg | Бачки Моноштор     | Bački Monoštor    | 3425            |
| Nemesmilitics | Светозар Милетић   | Svetozar Miletić  | 2738            |
| Őrszállás | Станишић           | Stanišić          | 3971            |
| Regőce | Риђица             | Riđica            | 2017            |
| Sztapár | Стапар             | Stapar            | 3278            |
| Zombor | Сомбор             | Sombor            | 47485           |
| Magyarország Horvát- ország Szabadka község Topolya község Kúla község Apatin község Hódság ZOMBOR Regőce Haraszti Őrszállás Bácskörtés Babapuszta Béreg Gádor Küllőd Nemesmilitics Bezdán Csonoplya Monostorszeg Bácsgyulafalva Kerény Sztapár Doroszló \| – ████                                  |                    |                   |                 |
| térkép szerkesztése |                    |                   |                 |

## Etnikai összetétel
A 2002-es népszámlálás szerint:
- szerbek 59 799 fő (61,48%)
- magyarok 12 386 (12,73%)
- horvátok 8106 (8,33%)
- jugoszlávok 5098 (5,24%)
- bunyevácok 2730 (2,81%)
- montenegróiak 926 (0,95%)
- cigányok 415 (0,43%)
- németek 339 (0,35%)
- románok 250 (0,26%)
- macedónok 167 (0,17%)
- szlovákok 117 (0,12%)
- albánok 100 (0,10%)
- muzulmánok 94 (0,10%)
- szlovének 81 (0,08%)
- ruszinok 75 (0,08%)
- goracok 42 (0,04%)
- oroszok 35 (0,04%)
- bolgárok 32 (0,03%)
- bosnyákok 30 (0,03%)
- ukránok 27 (0,03%)
- csehek 16 (0,02%)
- egyéb 674 (0,69%)
- nem nyilatkozott 4983 (5,12%)
- régió 483 (0,50%)
- ismeretlen 258 (0,27%)

Bácsgyulafalva (2011: 1220 lakosból 1231 fő), Bezdán (2011: 4623 lakosból 2522 fő) és Doroszló (2011: 1497 lakosból 719 fő) abszolút, Nemesmilitics relatív (2011: 2746 lakosból 1135 fő) magyar többségű.
Béreg (2011: 1140 főből 569 fő) és Monostorszeg (2011: 3485 lakosból 1912 fő) horvát többségű.